# Marimatha quadrata
Marimatha quadrata là một loài bướm đêm thuộc họ Noctuidae. Nó được tìm thấy ở miền tây Texas và Arizona và về phía nam tới miền nam México (Sinaloa).
Con trưởng thành bay từ giữa tháng 5 tới giữa tháng 9.